# Seat Ibiza
SEAT Ibiza är en småbil tillverkad av den spanska biltillverkaren SEAT med produktionsstart 1984. Ibiza är SEAT:s bästsäljande modell och är namngiven efter den spanska ön Ibiza.
Senaste generationen av Ibiza är endast tillgänglig som 5-dörrars halvkombi. Modellen har även funnits som sedan, kombi och coupé.

## Generation 1 (1984–1993)
Första generationen Ibiza presenterades 1984 och utvecklades tillsammans med Fiat.
Porsche lånade motorn från Lada Samara, som man hade hjälpt till med utformningen av förbränningsrummet, och sålde konstruktionen till Seat, därav står det skrivet Porsche systems på topplockskåpan, men motorn är i övrigt konstruerad av AvtoVAZ. Designen stod Giorgetto Giugiaro för. Modellen såldes, relativt framgångsrikt, i Syd- och Centraleuropa, men marknadsfördes aldrig i Sverige. År 1993 ersattes modellen, men tillverkningen av den ursprungliga versionen återupptogs av ett kinesiskt företag 1999.

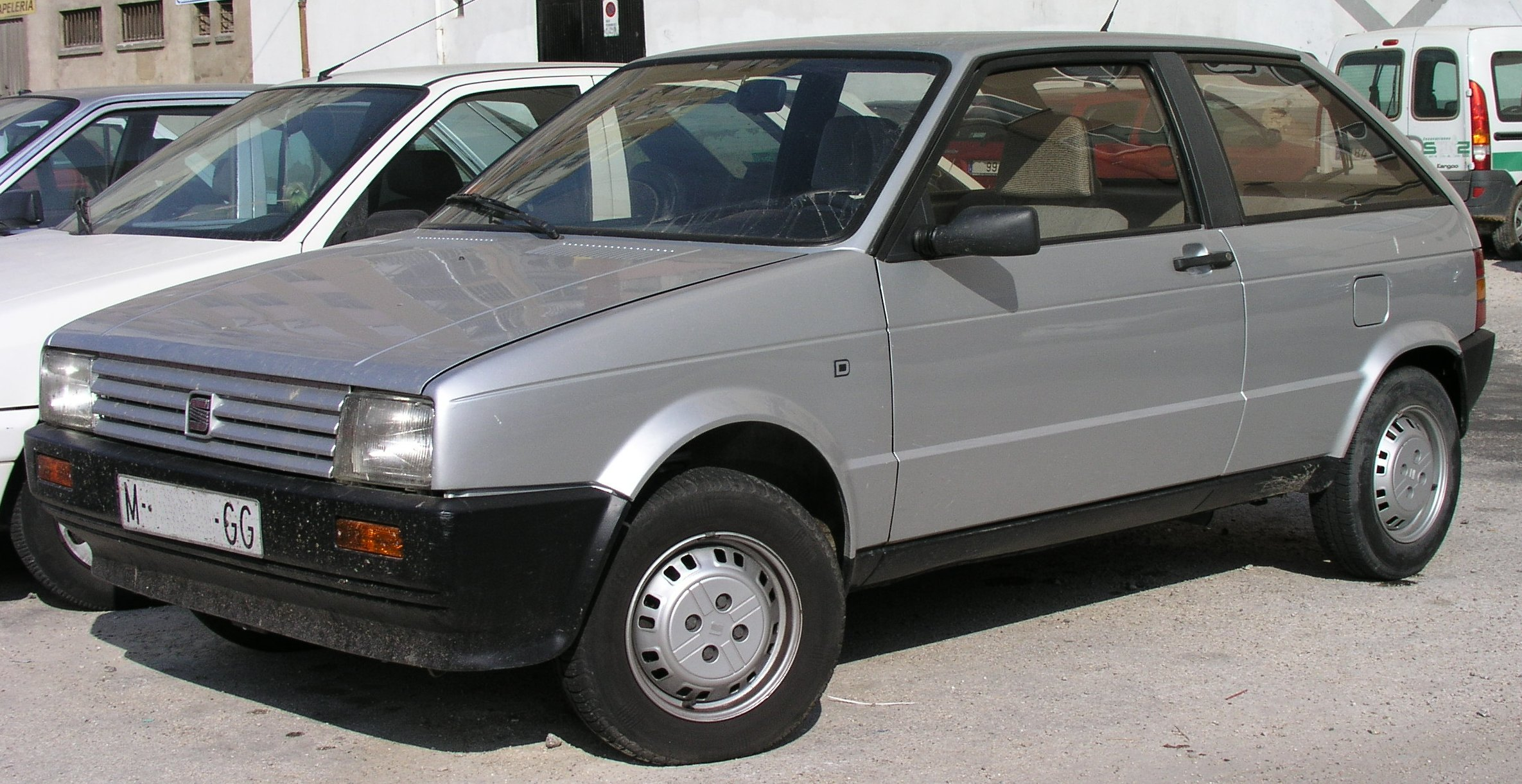
SEAT Ibiza Generation 1

### Motoralternativ
| Bensin: - 0,9 liter (39–41 hk / 60–62 Nm) - 1,2 liter (60–71 hk / 86–95 Nm) - 1,5 liter (86–101 hk / 116–128 Nm) | Diesel: - 1,7 liter (56–57 hk / 92–103 Nm) |

## Generation 2 (1993–2002)
Ibiza generation 2 byggde på teknik från Volkswagen, eftersom den tyska tillverkaren några år tidigare hade köpt upp SEAT. I Sydamerika och Sydafrika såldes denna generation under namnet Volkswagen Polo Playa. Förutom tre- och femdörrars halvkombi såldes modellen även som kombi, kallad Vario. En sedanvariant introducerades också och gick under namnet Cordoba. Modellen fick en större ansiktslyftning 1999, för att formen bättre skulle anknyta till övriga Seatmodeller och ersattes 2002.

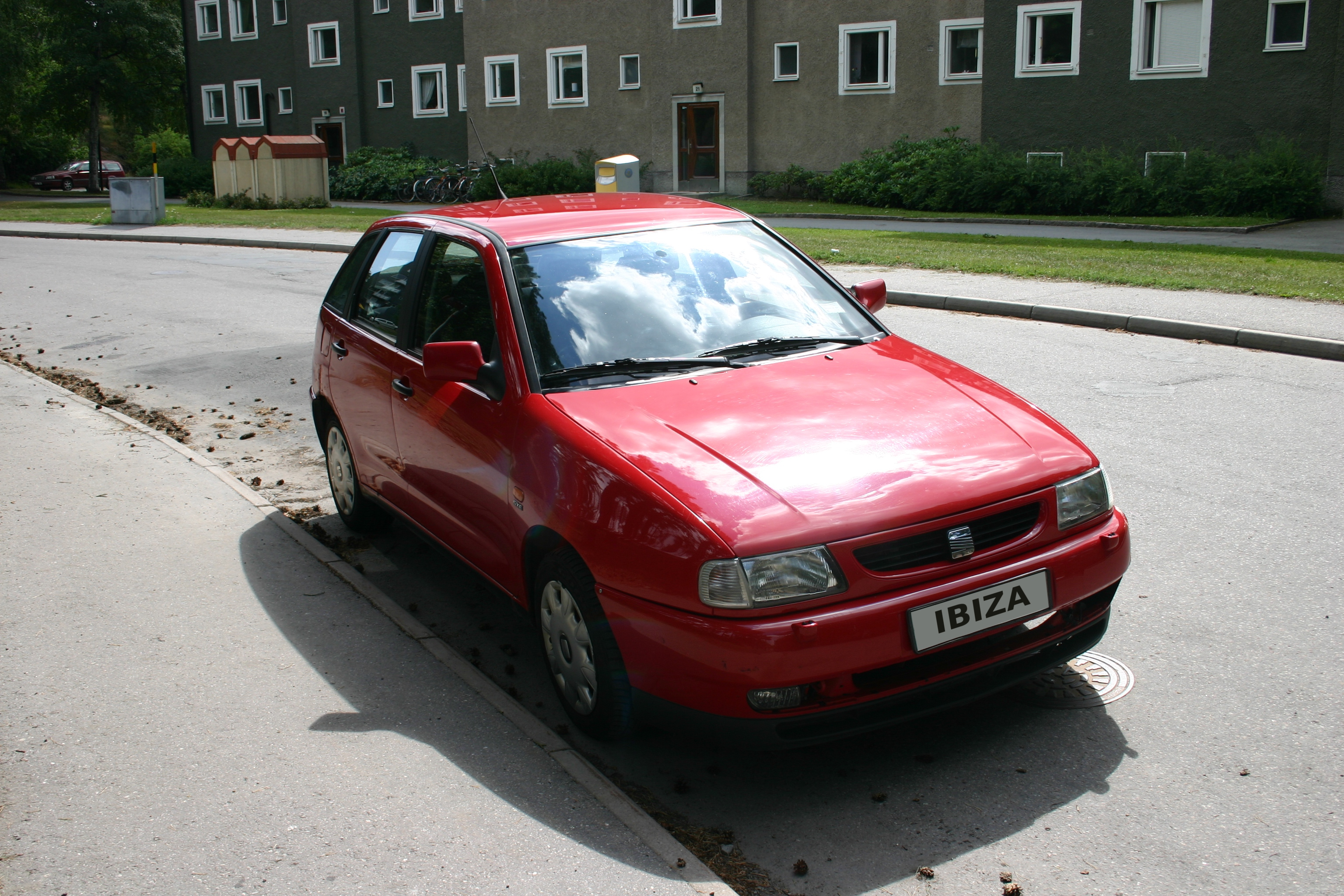
SEAT Ibiza Generation 2 (bilden visar en bil tillverkad före ansiktslyftet 1999)
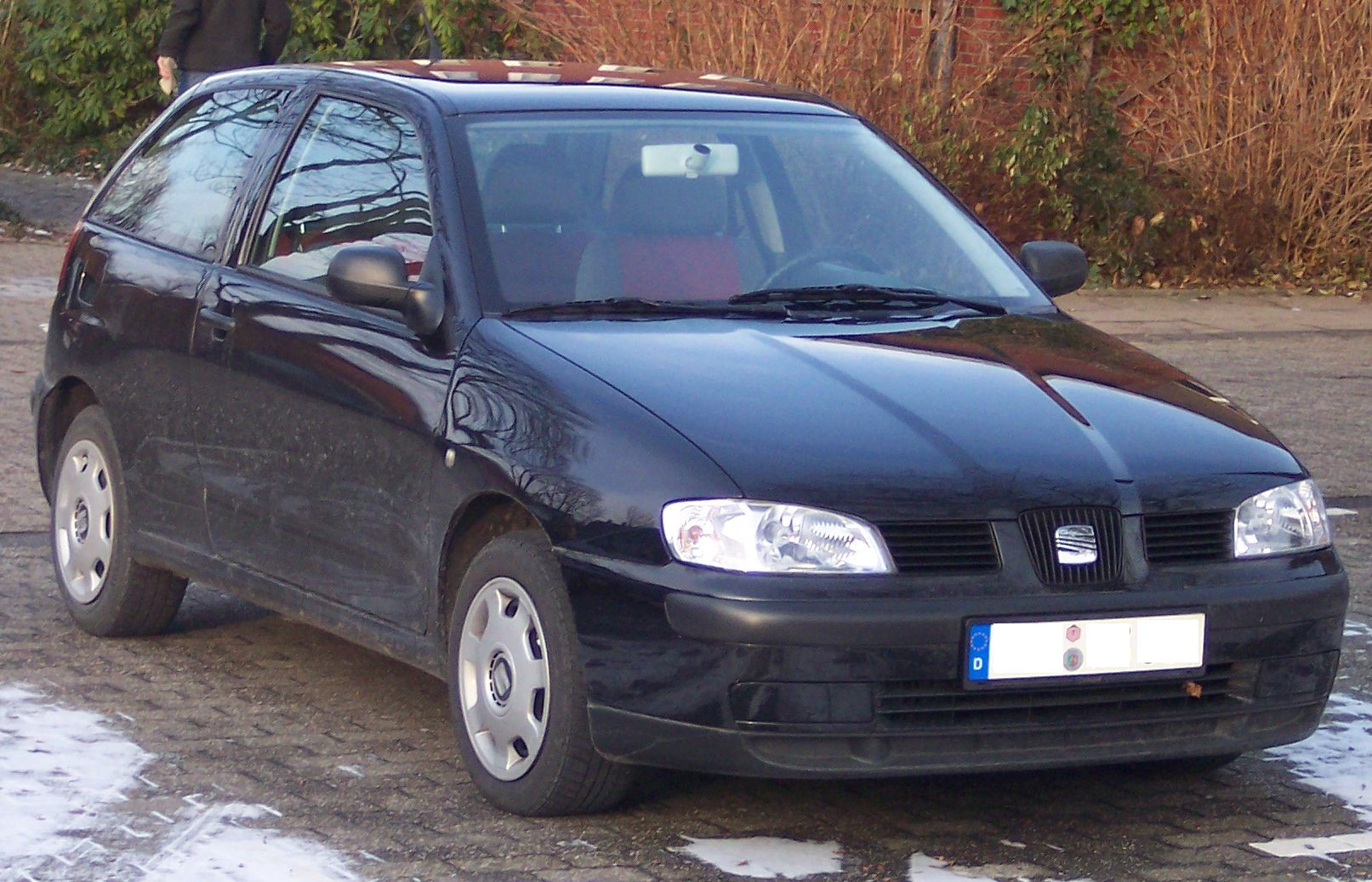
SEAT Ibiza Generation 2 (bilden visar en bil tillverkad efter ansiktslyftet 1999)

### Motoralternativ
| Modell        | Årsmodell | Motor                   | Cylindervolym | Effekt  | Vridmoment | Bränslesystem             |
| ------------- | --------- | ----------------------- | ------------- | ------- | ---------- | ------------------------- |
| 1.0           | 1997-2002 | 4-cyl radmotor SOHC 8V  | 999 cm³       | 50 hk   | 86 Nm      | Bränsleinsprutning        |
| 1.05          | 1994-1996 | 4-cyl radmotor SOHC 8V  | 1043 cm³      | 45 hk   | 76 Nm      | Bränsleinsprutning        |
| 1.3           | 1994      | 4-cyl radmotor SOHC 8V  | 1272 cm³      | 54 hk   | 95 Nm      | Bränsleinsprutning        |
| 1.4           | 1995-1996 | 4-cyl radmotor SOHC 8V  | 1391 cm³      | 60 hk   | 107 Nm     | Bränsleinsprutning        |
| 1.4           | 1997-2002 | 4-cyl radmotor SOHC 8V  | 1390 cm³      | 60 hk   | 116 Nm     | Bränsleinsprutning        |
| 1.4           | 2000-2002 | 4-cyl radmotor DOHC 16V | 1390 cm³      | 75 hk   | 126 Nm     | Bränsleinsprutning        |
| 1.4           | 1997-2002 | 4-cyl radmotor DOHC 16V | 1390 cm³      | 100 hk  | 126 Nm     | Bränsleinsprutning        |
| 1.6           | 1994      | 4-cyl radmotor SOHC 8V  | 1598 cm³      | 75 hk   | 125 Nm     | Bränsleinsprutning        |
| 1.6           | 1995-1997 | 4-cyl radmotor SOHC 8V  | 1595 cm³      | 75 hk   | 125 Nm     | Bränsleinsprutning        |
| 1.6           | 1998-2000 | 4-cyl radmotor SOHC 8V  | 1598 cm³      | 75 hk   | 135 Nm     | Bränsleinsprutning        |
| 1.6           | 1997-2002 | 4-cyl radmotor SOHC 8V  | 1595 cm³      | 100 hk  | 140*¹ Nm   | Bränsleinsprutning        |
| 1.8           | 1994-1999 | 4-cyl radmotor SOHC 8V  | 1781 cm³      | 90 hk   | 145 Nm     | Bränsleinsprutning        |
| 1.8           | 1995-1999 | 4-cyl radmotor DOHC 16V | 1781 cm³      | 129 hk  | 165 Nm     | Bränsleinsprutning        |
| 1.8 T         | 2000-2002 | 4-cyl radmotor DOHC 20V | 1781 cm³      | 156 hk  | 210 Nm     | Bränsleinsprutning, turbo |
| 1.8 T Cupra R | 2001-2002 | 4-cyl radmotor DOHC 20V | 1781 cm³      | 180 hk  | 235 Nm     | Bränsleinsprutning, turbo |
| 2.0           | 1994-1999 | 4-cyl radmotor SOHC 8V  | 1984 cm³      | 115 hk  | 166 Nm     | Bränsleinsprutning        |
| 2.0           | 1997-1999 | 4-cyl radmotor DOHC 16V | 1984 cm³      | 150 hk  | 180 Nm     | Bränsleinsprutning        |
| 1.9 D         | 1994-1999 | 4-cyl radmotor SOHC 8V  | 1896 cm³      | 64 hk   | 124 Nm     | Sugdiesel                 |
| 1.9 SDI       | 1997-1999 | 4-cyl radmotor SOHC 8V  | 1896 cm³      | 64*² hk | 125*² Nm   | Sugdiesel                 |
| 1.9 TD        | 1994-1996 | 4-cyl radmotor SOHC 8V  | 1896 cm³      | 75 hk   | 150 Nm     | Turbodiesel               |
| 1.9 TDI       | 1997-2002 | 4-cyl radmotor SOHC 8V  | 1896 cm³      | 90 hk   | 202*³ Nm   | Turbodiesel               |
| 1.9 TDI       | 1997-2002 | 4-cyl radmotor SOHC 8V  | 1896 cm³      | 110 hk  | 235 Nm     | Turbodiesel               |

- ¹ Från årsmodell 2000 145 Nm i stället för 140 Nm.
- ² Från årsmodell 2000 68 hk / 133 Nm i stället för 64 hk / 125 Nm.
- ³ Från årsmodell 2000 210 Nm i stället för 202 Nm.

## Generation 3 (2002–2008)

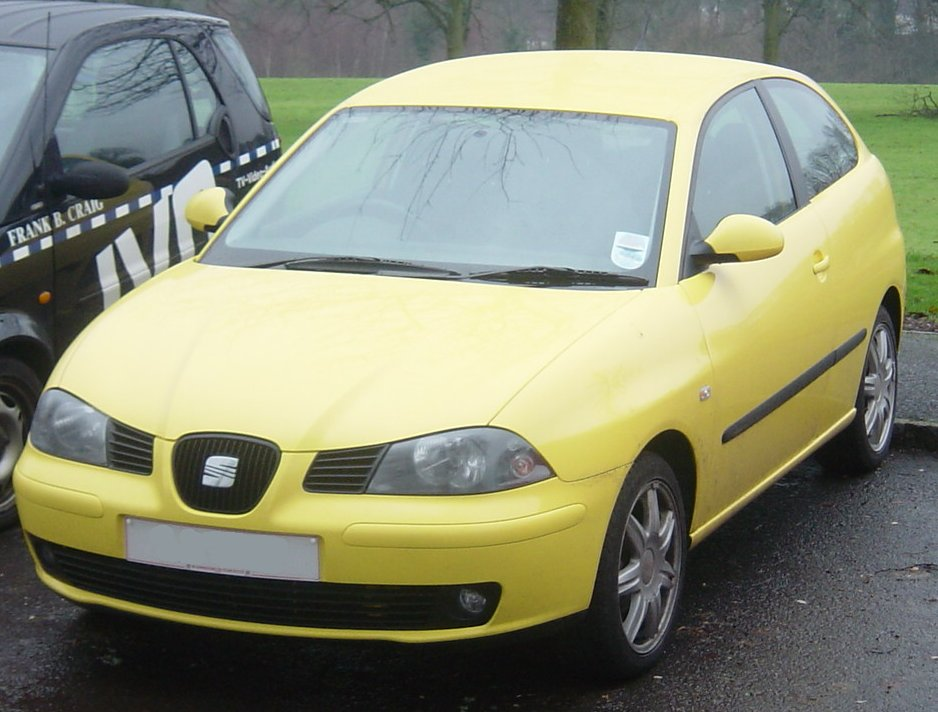
SEAT Ibiza Generation 3

Ibiza generation 3, från 2002 och framåt, delade plattform med Volkswagen Polo och Škoda Fabia. Designen, som skulle understryka sportighet, stod Walter de'Silva för. Två extra effektstarka versioner erbjuds, kallade Cupra och FR. År 2006 genomgick modellserien en mindre ansiktslyftning och 2008 kom den fjärde generationen. Tredje generationen fanns dock kvar på vissa marknader till 2009. 

### Motoralternativ
| Modell        | Årsmodell | Motor                   | Cylindervolym | Effekt  | Vridmoment | Bränslesystem             |
| ------------- | --------- | ----------------------- | ------------- | ------- | ---------- | ------------------------- |
| 1.2           | 2003-2005 | 3-cyl radmotor SOHC 6V  | 1198 cm³      | 54 hk   | 106 Nm     | Bränsleinsprutning        |
| 1.2           | 2006-2008 | 3-cyl radmotor SOHC 6V  | 1198 cm³      | 60 hk   | 108 Nm     | Bränsleinsprutning        |
| 1.2           | 2003-2005 | 3-cyl radmotor DOHC 12V | 1198 cm³      | 64 hk   | 112 Nm     | Bränsleinsprutning        |
| 1.2           | 2006-2009 | 3-cyl radmotor DOHC 12V | 1198 cm³      | 69 hk   | 112 Nm     | Bränsleinsprutning        |
| 1.4           | 2003-2005 | 4-cyl radmotor DOHC 16V | 1390 cm³      | 75 hk   | 126 Nm     | Bränsleinsprutning        |
| 1.4           | 2006-2009 | 4-cyl radmotor DOHC 16V | 1390 cm³      | 85 hk   | 130 Nm     | Bränsleinsprutning        |
| 1.4           | 2003-2006 | 4-cyl radmotor DOHC 16V | 1390 cm³      | 100 hk  | 126 Nm     | Bränsleinsprutning        |
| 1.6           | 2007-2008 | 4-cyl radmotor DOHC 16V | 1598 cm³      | 105 hk  | 153 Nm     | Bränsleinsprutning        |
| 1.8 T FR      | 2003-2008 | 4-cyl radmotor DOHC 20V | 1781 cm³      | 150 hk  | 220 Nm     | Bränsleinsprutning, turbo |
| 1.8 T Cupra   | 2004-2008 | 4-cyl radmotor DOHC 20V | 1781 cm³      | 180 hk  | 245 Nm     | Bränsleinsprutning, turbo |
| 2.0           | 2003-2004 | 4-cyl radmotor SOHC 8V  | 1984 cm³      | 115 hk  | 170 Nm     | Bränsleinsprutning        |
| 1.4 TDI       | 2006-2008 | 3-cyl radmotor SOHC 6V  | 1422 cm³      | 69 hk   | 155 Nm     | Turbodiesel               |
| 1.4 TDI       | 2004-2009 | 3-cyl radmotor SOHC 6V  | 1422 cm³      | 75*¹ hk | 195 Nm     | Turbodiesel               |
| 1.9 SDI       | 2003-2005 | 4-cyl radmotor SOHC 8V  | 1896 cm³      | 64 hk   | 125 Nm     | Sugdiesel                 |
| 1.9 TDI       | 2003-2008 | 4-cyl radmotor SOHC 8V  | 1896 cm³      | 100 hk  | 240 Nm     | Turbodiesel               |
| 1.9 TDI FR    | 2003-2008 | 4-cyl radmotor SOHC 8V  | 1896 cm³      | 130 hk  | 310 Nm     | Turbodiesel               |
| 1.9 TDI Cupra | 2004-2008 | 4-cyl radmotor SOHC 8V  | 1896 cm³      | 160 hk  | 330 Nm     | Turbodiesel               |

- ¹ Från årsmodell 2006 80 hk i stället för 75 hk.

## Generation 4 (2008–2017)

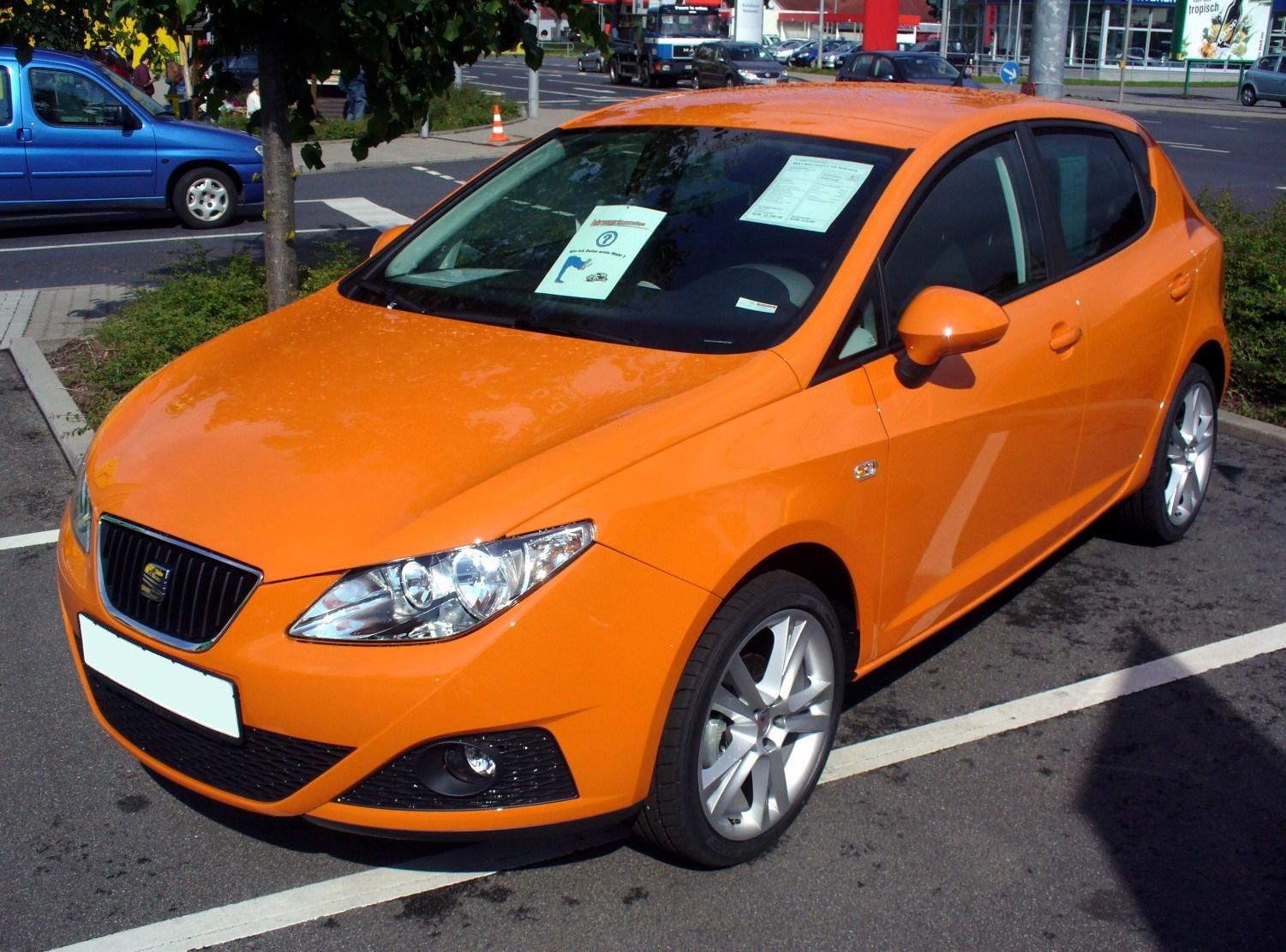
SEAT Ibiza Generation 4

Generation 4 av Ibiza presenterades 2008 vid motorshowen i Genève. Modellen finns tillgänglig som 3- eller 5 dörrars halvkombi och som 5-dörrars kombi. Kombiversionen har tillägget ST, och kan ses som en efterföljare till Cordoba-kombin. Med 4,23 meter är kombiversionen ST 18 centimeter längre än halvkombimodellen. Under hösten 2010 lanseras Ibiza med nya motorer, däribland 1,2 TSI med Start&Stopp-teknik (miljöbil). Därtill en rad nya dieselmotorer med common rail-insprutning (samtliga miljöbilsklassade).

### Motoralternativ
| Modell        | Årsmodell | Motor                   | Cylindervolym | Effekt | Vridmoment | Bränslesystem            |
| ------------- | --------- | ----------------------- | ------------- | ------ | ---------- | ------------------------ |
| 1.2           | 2009-     | 3-cyl radmotor DOHC 12V | 1198 cm³      | 69 hk  | 112 Nm     | Bränsleinsprutning       |
| 1.4           | 2009-     | 4-cyl radmotor DOHC 16V | 1390 cm³      | 86 hk  | 132 Nm     | Bränsleinsprutning       |
| 1.4 TSI FR    | 2010-     | 4-cyl radmotor DOHC 16V | 1390 cm³      | 150 hk | 220 Nm     | Direktinsprutning, turbo |
| 1.4 TSI Cupra | 2010-     | 4-cyl radmotor DOHC 16V | 1390 cm³      | 180 hk | 240 Nm     | Direktinsprutning, turbo |
| 1.6           | 2009-     | 4-cyl radmotor DOHC 16V | 1598 cm³      | 105 hk | 153 Nm     | Bränsleinsprutning       |
| 1.4 TDI       | 2009-     | 3-cyl radmotor SOHC 6V  | 1422 cm³      | 80 hk  | 195 Nm     | Turbodiesel              |
| 1.6 TDI       | 2010-     | 4-cyl radmotor DOHC 16V | 1598 cm³      | 90 hk  | 230 Nm     | Turbodiesel              |
| 1.9 TDI       | 2009      | 4-cyl radmotor SOHC 8V  | 1896 cm³      | 90 hk  | 210 Nm     | Turbodiesel              |
| 1.9 TDI       | 2009-     | 4-cyl radmotor SOHC 8V  | 1896 cm³      | 105 hk | 240 Nm     | Turbodiesel              |

## Generation 5 (2017–

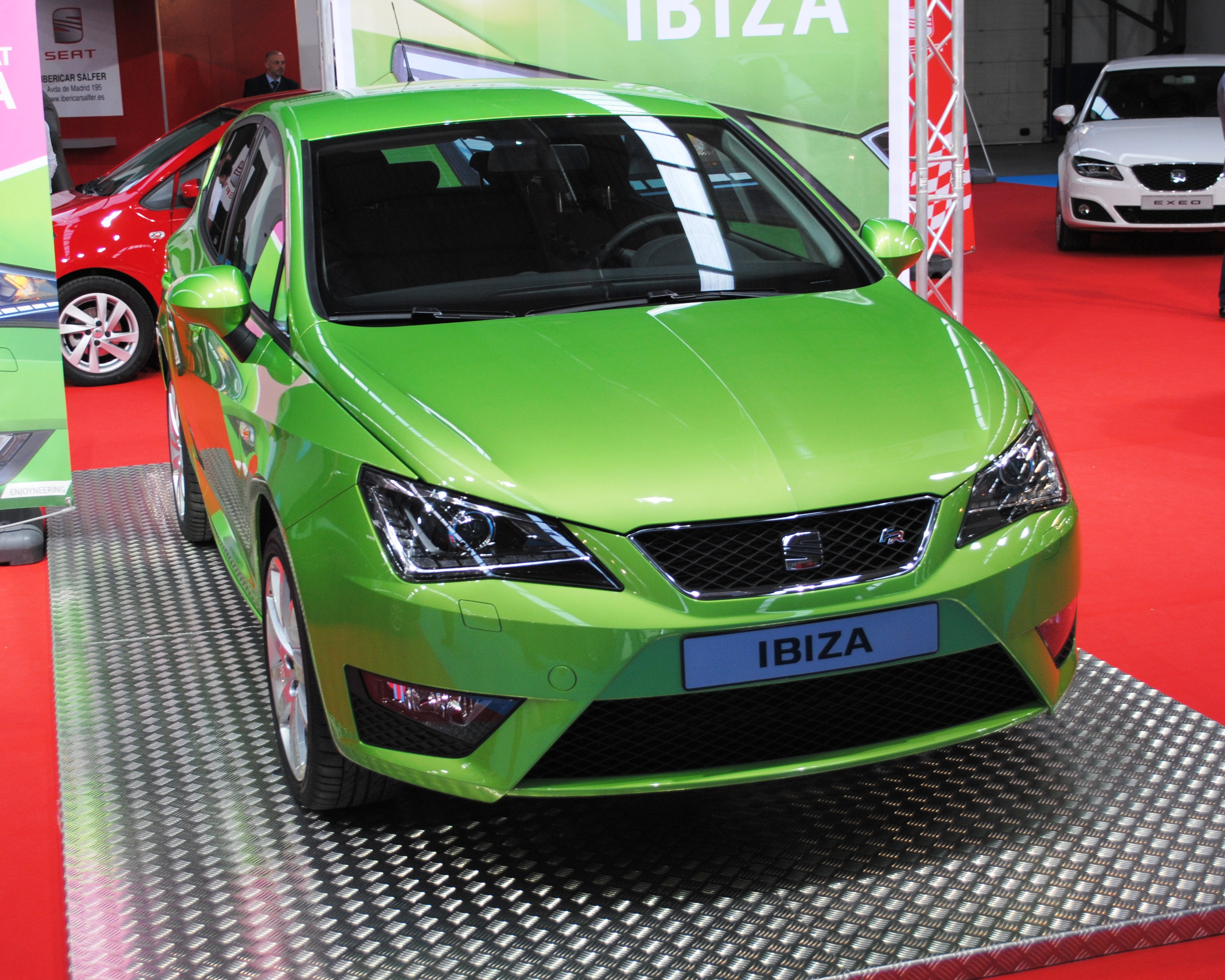
SEAT Ibiza Generation 5

Generation 5 av Ibiza presenterades 2017 vid Genève motorshow. Modellen är 2mm kortare samt 87mm bredare än föregående generation. Modellen delar samma utseende som den större modellen Leon.